# Manchetknap
Manchetknapper er knapper, der bruges til at lukke manchetter på skjorteærmer. De er også smykker for mænd. I den simpleste form er de to knuder med en elastisk imellem. Manchetknapper laves af glas, sten, læder, metal eller ædelmetaller som guld eller sølv pyntet med ædelstene, emalje. Manchetknapper er til skjorter, som har knaphuller på begge sider af manchetten.